# Mémoires suspectes
Pour plus de détails, voir Fiche technique et Distribution.
Mémoires suspectes ou Double Mémoire au Québec (Unforgettable) est un film américain réalisé par John Dahl et sorti en 1996.

## Synopsis
Brillant médecin légiste à Seattle, le docteur David Krane a été relaxé — faute de preuves — du meurtre de sa femme Mary. Hanté par le souvenir de cette tragédie, il entreprend de mener lui-même une nouvelle enquête. Surtout lorsque sur une scène de crime, il trouve une boîte d'allumettes qui lui rappelle celle trouvée sur les lieux du meurtre de sa femme. Krane est convaincu que les deux affaires sont liées et qu'un tueur en série les a commis.
Lorsqu'il fait la connaissance du docteur Martha Briggs, une neurobiologiste qui travaille sur le transfert de mémoire, Krane y voit une ultime chance de se dédouaner. Martha expérimente un sérum de mémoire pour transférer des souvenirs via des échantillons de liquide cérébrospinal. Krane veut se porter volontaire pour l'essayer et ainsi révéler des souvenirs enfouis dans les zones d'ombre du cerveau, mais le Dr Briggs refuse. Krane va cependant subtiliser du sérum.

## Fiche technique
Sauf indication contraire, les informations mentionnées dans cette section peuvent être confirmées par la base de données cinématographiques IMDb,  présente dans la section « Liens externes ».
- Titre français : Mémoires suspectes
- Titre québécois : Double Mémoire
- Titre original : Unforgettable
- Réalisation : John Dahl
- Scénario : Bill Geddie
- Musique : Christopher Young
- Photographie : Jeffrey Jur
- Montage : Eric L. Beason et Scott Chestnut
- Production : Dino De Laurentiis et Martha De Laurentiis

Producteurs délégués : Rick Dahl, Andrew Lazar et William Teitler
- Sociétés de production : Dino De Laurentiis Company, Metro-Goldwyn-Mayer et Spelling Films
- Sociétés de distribution : Metro-Goldwyn-Mayer (États-Unis), Swift Distribution (France)
- Budget : 18 000 000 $[1]
- Pays de production :  États-Unis
- Langue originale : anglais
- Format : couleur - Dolby Digital - DTS - 35 mm - 1,85:1
- Genre : thriller et science-fiction
- Durée : 117 minutes
- Dates de sortie[2] :
  - Allemagne : 16 février 1996 (Berlinale)
  - États-Unis : 23 février 1996
  - France : avril 1997 (festival de Cognac)
  - France : 30 juillet 1997
- Classification[3] :
  - États-Unis : R
  - France : interdit aux moins de 12 ans

## Distribution
- Ray Liotta (VF : Bernard Lanneau ; VQ : Daniel Picard) : Dr Davis Krane
- Linda Fiorentino (VF : Francine Laffineuse ; VQ : Anne Dorval) : Dr Martha Briggs
- Peter Coyote (VF : Hervé Bellon ; VQ : Jean-Marie Moncelet) : Don Bresler
- Christopher McDonald (VF : François Leccia ; VQ : Mario Desmarais) : Stewart Gleick
- David Paymer (VF : Patrick Messe ; VQ : Luis de Cespedes) : Curtis Avery
- Duncan Fraser (VF : Jean-Luc Kayser) : Michael Stratton
- Caroline Elliott : Cara Krane
- Colleen Rennison (VF : Kelly Marot) : Lindy Krane
- Kim Cattrall (VF : Martine Irzenski ; VQ : Charlotte Bernard) : Kelly
- Kim Coates (VF : Patrick Préjean) : Eddie Detton
- Stellina Rusich  (VQ : Natalie Hamel-Roy) : Mary Krane
- Garwin Sanford : Joseph Bodmer
- William B. Davis : Dr Smoot
- Callum Keith Rennie : le dealeur

## Production
Le tournage a lieu à Seattle (Space Needle, Alaskan Way Viaduct (en), ...) et Vancouver.

## Accueil
Sur le site d'agrégation de critiques Rotten Tomatoes, le film n'obtient que 21% d'avis favorables, pour 28 critiques et une note moyenne de 4,4⁄10.
Projeté sur 1 573 écrans aux États-Unis et au Canada, le film n'enregistre que 1 442 215 $ pour son premier week-end, soit le plus mauvais résultats depuis 5 ans pour un film projeté sur plus de 1 500 écrans. À la fin de son exploitation nord-américaine, le film ne totalise que 2 821 671 $, pour un budget estimé à 18 millions.
En France, il n'attire que 40 245 spectateurs en salles. Le film est avant cela été présenté au festival du film policier de Cognac où il obtient le prix du public.